# Le Haut Lieu
Ne doit pas être confondu avec Haut-Lieu.
Le Haut Lieu (titre original : The Splendid Source) est une nouvelle fantastique de Richard Matheson, parue en mai 1956.

## Publications
- Publications aux États-Unis

La nouvelle paraît pour la première fois dans le magazine Playboy en mai 1956.
- Publications en France

Elle a été traduite par Yves Rivière et publiée pour la première fois en France en août 1958 sous le titre Le Haut Lieu puis en 1976 dans l'anthologie Histoires à rebours sous le même titre. 
Cette nouvelle est republiée en 2000 dans une nouvelle traduction d'Hélène Collon sous le titre Le Haut et gentil lieu, dans le recueil La Poupée à tout faire (Richard Matheson: Collected Stories), paru chez Flammarion.

## Résumé
Talbert Bean se pose une question : qui crée les histoires drôles ? Il part à la recherche du « point zéro », c'est-à-dire la source des histoires drôles qui sont diffusées dans le pays. Après une longue enquête qui le fait parcourir les États-Unis de long en large, il est contacté par une mystérieuse organisation. Il apprend ainsi qu'une association existe qui, depuis plusieurs siècles, crée des histoires drôles. Cette association cherche à lutter, grâce au rire, contre l'ennui, contre la tristesse, contre la mort. À la fin du récit, quand il demande pourquoi on lui fait ces révélations, on lui répond qu'on espère bien qu'il va contribuer, à son tour, à créer des histoires drôles. Il accepte avec enthousiasme.